# نخستین کارخانه ذوب آهن ایران
نخستین کارخانه ذوب آهن ایران مربوط به رضا شاه پهلوی است که اکنون در کرج، بلوار ذوب آهن، منطقه شیخ‌آباد، ضلع جنوبی میدان استاندارد واقع شده و این اثر در تاریخ ۳ خرداد ۱۳۸۶ با شمارهٔ ثبت ۱۹۱۷۱ به‌عنوان یکی از آثار ملی ایران به ثبت رسیده‌است.
بر کاشی‌کاری سردر این کارخانه تاریخ تأسیس ۱۳۲۹  در زمینی به مساحت ۲۸هزار مترمربع ثبت شده‌است.

## مشخصات
در آبان ماه ۱۳۱۶ ه‍.ش (اوایل نوامبر ۱۹۳۷ م) قراردادی بین دولت ایران و کنسرسیوم دماگ – کروپ از آلمان نازی برای احداث یک واحد فولادسازی به ظرفیتی حدود ۱۰۰ هزار تن فولاد در سال (معادل ۳۰۰ تن در روز) در کرج واقع در ۴۰ کیلومتری شمال غرب تهران امضاء و تأسیسات آن بین سال‌های ۱۳۱۸ و ۱۳۱۹ ه‍.ش (۱۹۳۶ و ۱۹۴۰ م) بنا شد. روند تأسیس این کارخانه با آغاز جنگ دوم جهانی متوقف شد و هرگز شروع به کار نکرد.

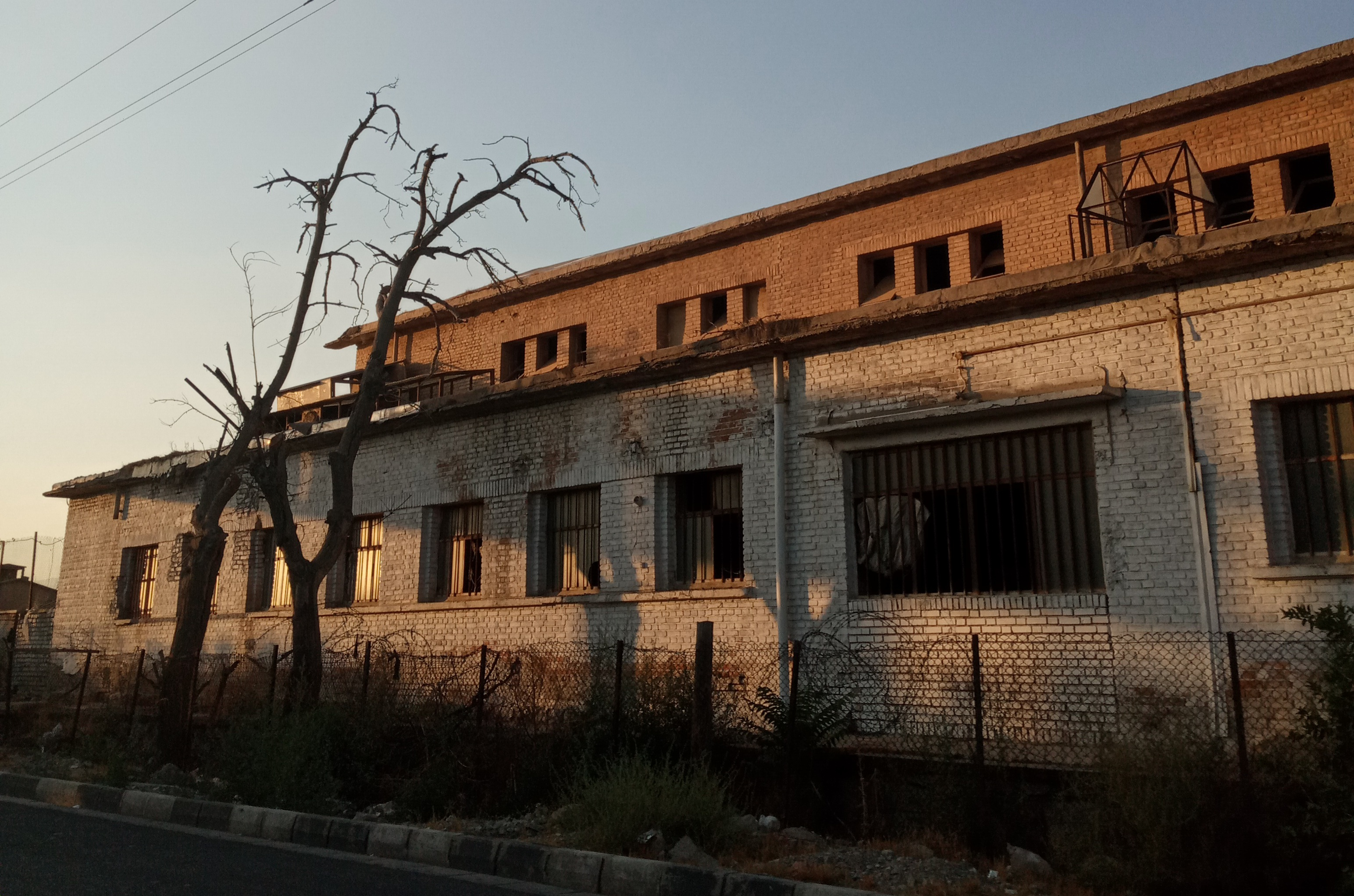
بقایای ساختمان‌های نخستین کارخانه ذوب‌آهن ایران که درحال تخریب است.

در دوره‌های زمانی متفاوت، به دلایل مختلف و توسط نهادهای مختلف تأسیسات و تجهیزات آن به مکانهای دیگری منتقل شد. هم‌اکنون علی‌رغم ثبت شدن نام آن در فهرست آثار ملی ایران، توجه شایسته‌ای به آن نمی‌شود و در معرض خطر تخریب قرار دارد.